# Серый гусь
Се́рый гусь (лат. Anser anser) — водоплавающая птица семейства утиных, один из самых известных видов диких гусей.

## Общая характеристика
Серый гусь — птица длиной до 70—90 см и массой около 2,1—4,5 кг, размах крыльев 147—180 см. Оперение серовато-бурое с волнистым рисунком на шее и брюхе. Имеет светлое окаймление перьев на спине. Клюв розоватый или оранжевый. Самец заметно крупнее самки.

## Распространение
Серый гусь гнездится на тихих водоёмах Северной и Центральной Европы, а также в умеренном поясе Азии вплоть до Дальнего Востока. Основная часть гнездовой популяции серого гуся сосредоточена в дельтах Днестра и Дуная. Зимует в Южной Европе и Азии, иногда в Северной Африке.

## Образ жизни

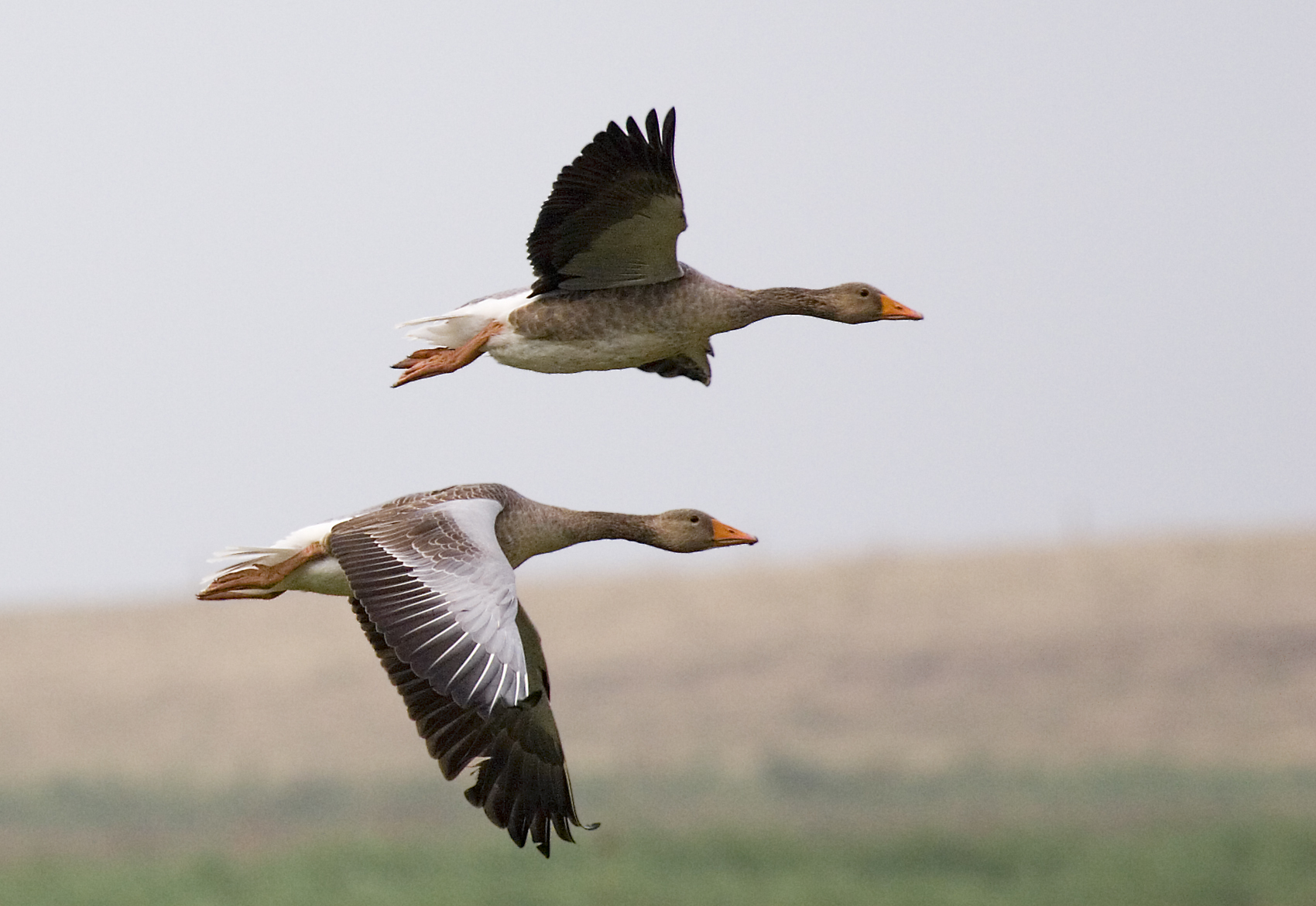

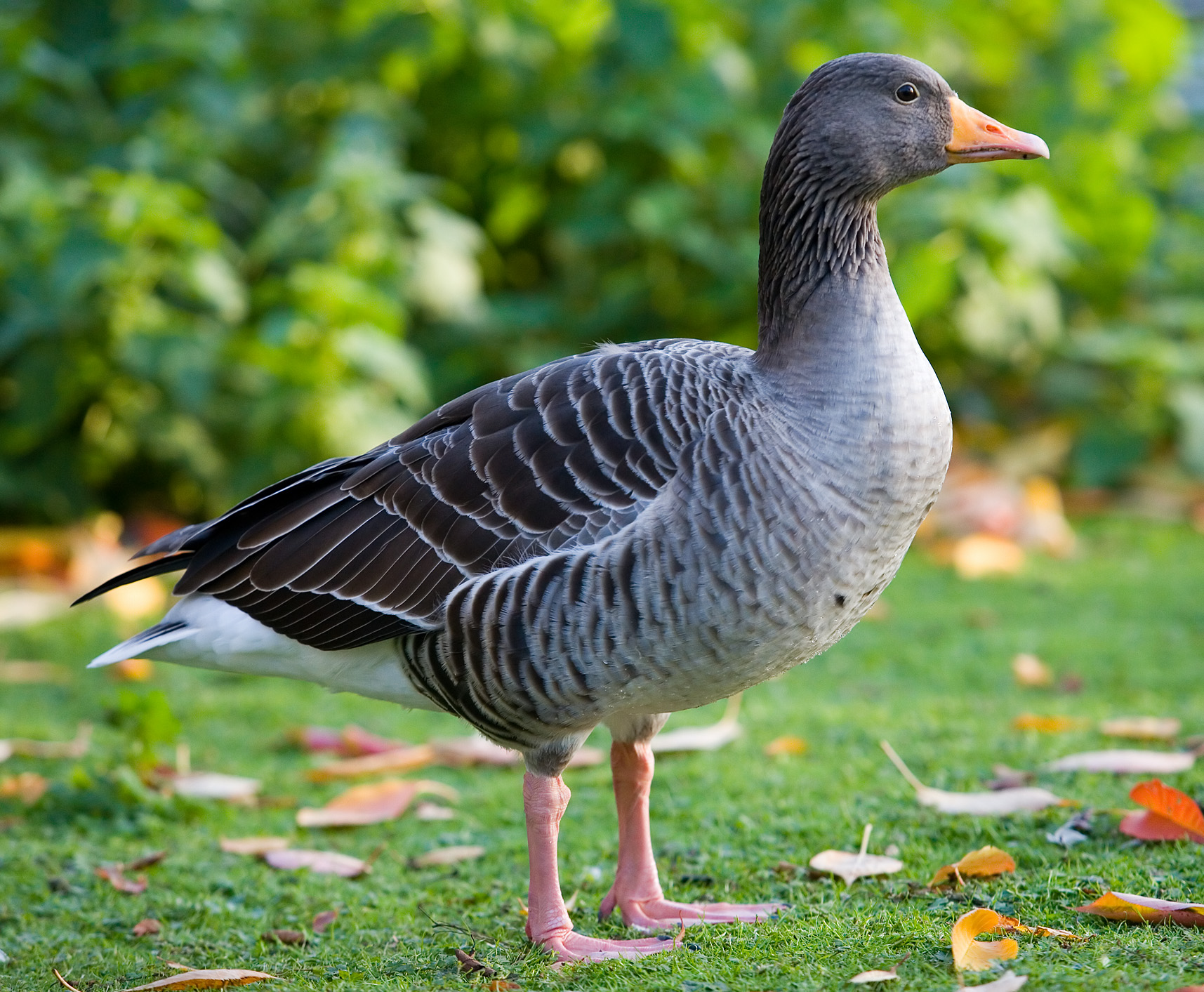

Серый гусь населяет водоёмы со стоячей водой, окружённые тростниками — болота, озёра, рыборазводные пруды и тому подобное. Встречается он и на травянистых болотах и заливных лугах, выбирая самые недоступные места. В отличие от домашних гусей, родоначальником которых серый гусь является, он более подвижен, легко плавает и ныряет. Так как корм серый гусь добывает себе на суше, здесь он чувствует себя увереннее, чем в воде. Это сильная и осторожная птица. Раненый гусь отважно защищается ударами крыльев, нанося ими серьёзные травмы, например, собакам. Полёт серого гуся обычно низкий, с редкими взмахами крыльев. Однако во время сезонных перелётов серые гуси поднимаются на очень большую высоту. В этом случае они летят стаями, клином или, реже, шеренгой. Численность птиц в одной стае может быть очень различна — от нескольких штук птиц до нескольких сотен. Во время остановок на отдых стаи серых гусей собираются вместе, представляя собой скопления в несколько тысяч птиц. С зимовок серые гуси возвращаются очень рано, когда лёд с водоёмов ещё не сошёл, а луга практически полностью покрыты снегом. Как правило, время прилёта серых гусей для южных районов гнездования — первая половина марта, для северных — апрель. В период, когда птенцы серых гусей покрываются перьями, но ещё не способны летать, взрослые гуси начинают линять. Первыми линяют самцы, позднее самки. С выпадением маховых перьев птицы теряют способность к полёту. В этот момент гуси ведут скрытный образ жизни в глухих местах, оставаясь при своём, также ещё не способном к полёту выводке. Процесс линьки у серых гусей на юге происходит в июне, на севере — с двадцатых чисел июля. Заканчивается линька примерно в августе. К этому времени встают на крыло и молодые птицы. Отлёт на места зимовок на севере происходит в середине сентября, на юге в конце октября и даже в ноябре.

### Питание
Питается растительной пищей — травой, злаковыми, ягодами. Весной серые гуси кормятся на водоёмах, поедая водные растения, а также в этот период пищей им служат всходы трав и озимые. В период размножения питаются почти исключительно водными и околоводными растениями. После линьки их пищей становятся наземные растения — семена, ягоды и сельскохозяйственные растения.

### Размножение

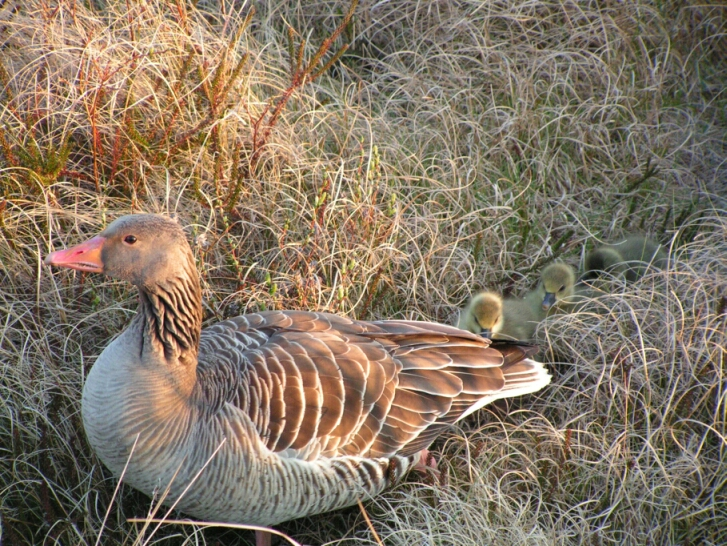
Самка серого гуся с гусятами

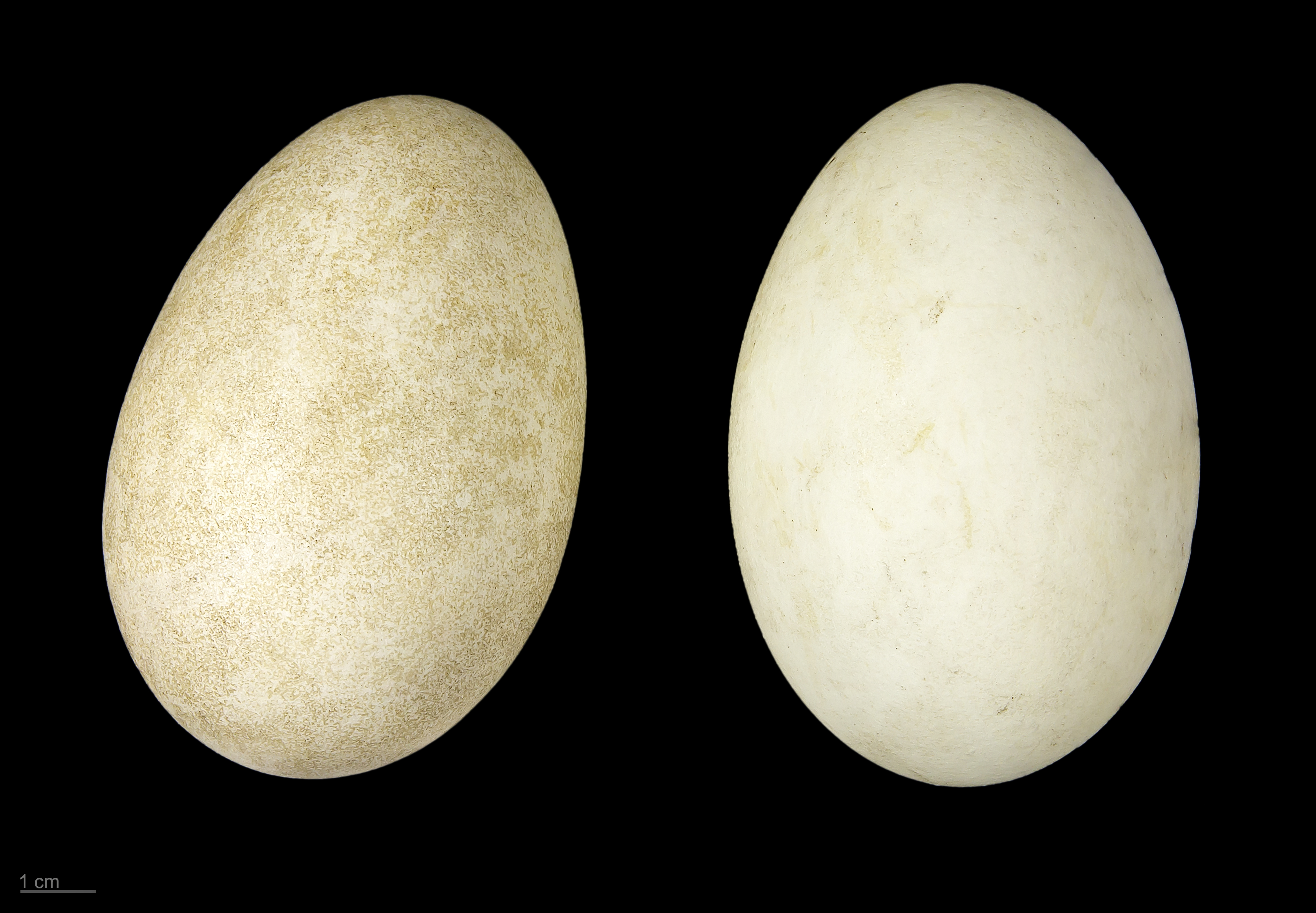
яйцо Anser anser — Тулузский музей

Серые гуси гнездятся колониями. Птицы прилетают на места гнездовий, уже разбившись на пары. Реже, но бывает, что пары образуются уже на месте. Несмотря на то, что серые гуси прилетают на гнездование, когда на лугах ещё лежит снег, гнездо они начинают строить только после того, как снег сойдёт, а водоёмы освободятся ото льда. Гнездо из растительного материала, в основном из стеблей и листьев тростника, окружённое водой, диаметром 50—80 см, обычно расположено на некотором удалении от воды в хорошо обозреваемом месте. Как правило, этим местом являются бугры, кочки, кучи тростника и т. д. Строит его только самка, самец в это время занят охраной территории. Изредка серый гусь гнездится в развилке низкого дерева или в дуплах. В качестве подстилки гусыня выщипывает свой собственный пух с живота и выстилает им дно гнезда. Размеры гнезда варьируют от 60 до 100 см в диаметре основания и 40—120 см высоты. Откладывание яиц происходит обычно во второй половине марта, в апреле и даже в мае, в зависимости от места гнездования. В кладке от 4 до 12 белых с палевым или зеленоватым оттенком яиц, которые насиживает также только самка. Масса яйца серого гуся составляет 140—240 г. Если гусыне необходимо покинуть ненадолго гнездо, она укрывает яйца собственным пухом сверху. Самец при этом находится неподалёку, в случае опасности предупреждая её криками. Через 28 дней вылупляются птенцы. Обсохнув под крыльями самки, выходят из гнезда. Их водят оба родителя. Уже через 1—2 дня взрослые гуси ведут птенцов к воде, и гусята учатся искать корм. В случае опасности гусыня защищает своё потомство, в то время как самец, чаще всего, убегает в укрытие. Сами же птенцы затаиваются в зарослях или ныряют. Половозрелость у серых гусей наступает на третьем-четвёртом годах жизни.

## Серый гусь и человек
В Египте за 2200 лет до нашей эры этих птиц разводили в качестве домашних. Так, благодаря серому гусю появились некоторые породы домашних гусей — холмогорские гуси, тульские, шадринские, эмденские и тулузские. Сами серые гуси, пойманные молодыми, также легко приручаются. Но даже те серые гуси, которых воспитывала домашняя гусыня, не утрачивают своих инстинктов и осенью улетают на юг вместе с другими гусями. Некоторые из них на следующий год возвращаются обратно к человеку.
В 920-х годах поселившиеся в Исландии норвежские викинги составили первый на острове свод устных законов, получивший название «Серый Гусь» (Gragas), записанный впервые в 1117 году и действовавший вплоть до установления там в 1271 году власти норвежских королей.